# Hiéroglyphe égyptien A20
Le hiéroglyphe égyptien A20 (homme debout s'appuyant sur une canne fourchue) est classifié dans la section A « L'Homme et ses occupations » de la liste de Gardiner ; il y est noté A20.

## Représentation
Il représente un homme debout, le dos courbé s'appuyant sur une canne fourchue et est translittéré smsw.
| A19 |

| A19 |

## Utilisation
| s | m | s | w | A20 |

| s | m | s | w | A20 |

« aîné, le plus ancien ; l'aîné »,
| G39 | Z1 | f | A20 |

| G39 | Z1 | f | A20 |

C'est donc, comme A19, un déterminatif du champ lexical de la vieillesse et des termes liés à l'action de s'appuyer.
À ne pas confondre avec les hiéroglyphes :
| A19 |

| A19 |

| A21 |

| A21 |

| A21A |

| A21A |

| A22 |

| A22 |

## Exemples de mots
| H | H | A20 | A24 |

| H | H | A20 | A24 |

| k · z | A20 |

| k · z | A20 |

| k | s | w | A20 |

| k | s | w | A20 |